# Verwaltungsgemeinschaft Hainich-Werratal
La Verwaltungsgemeinschaft Hainich-Werratal est une communauté d'administration allemande qui regroupe 11 communes du land de Thuringe, dans l'arrondissement de Wartburg, au centre de l'Allemagne. En 2015, sa population est de 10 748 habitants.

## Source de la traduction
- (de) Cet article est partiellement ou en totalité issu de l’article de Wikipédia en allemand intitulé « Verwaltungsgemeinschaft Hainich-Werratal » (voir la liste des auteurs).